# Chief of the Defence Force (Namibia)

Logo der Namibian Defence Force

Der Chief of the Defence Force (zu Deutsch etwa Chef der Streitkräfte) ist der Leiter der Namibian Defence Force, der namibischen Streitkräfte. Er ist für die Verwaltung und militärische Kontrolle der Armee verantwortlich.
Die Position wurde mit Unabhängigkeit Namibias 1990 geschaffen. Seit dem 1. April 2020 hat Air Marshal Martin Pinehas das Amt inne.

## Liste der Chiefs
| Nr. | Dienstgrad      | Name (Lebensdaten)            | Amtsbeginn    | Amtsende      | Unter Staatspräsident            | Unter Minister                                    |
| --- | --------------- | ----------------------------- | ------------- | ------------- | -------------------------------- | ------------------------------------------------- |
| 1   | Generalleutnant | Dimo Hamaambo (1932–2002)     | März 1990     | November 2000 | Sam Nujoma                       | Peter Mweshihange Philemon Malima Erkki Nghimtina |
| 2   | Generalleutnant | Solomon Hawala (1935/36–2025) | November 2000 | Oktober 2006  | Sam Nujoma Hifikepunye Pohamba   | Erkki Nghimtina Charles Namoloh                   |
| 3   | Generalleutnant | Martin Shalli (* 1954)        | Oktober 2006  | 2010          | Hifikepunye Pohamba              | Charles Namoloh                                   |
| 4   | Generalleutnant | Epaphras Ndaitwah (* 1952)    | 2010          | Dezember 2013 | Hifikepunye Pohamba              | Charles Namoloh Nahas Angula                      |
| 5   | Generalleutnant | John Mutwa (1960–2021)        | Dezember 2013 | März 2020     | Hifikepunye Pohamba Hage Geingob | Nahas Angula Penda Ya Ndakolo                     |
| 6   | Air Marshal     | Martin Pinehas (* 1962)       | 1. April 2020 |               | Hage Geingob                     | Peter Vilho Frans Kapofi                          |